# 保羅·詹姆斯
保羅·詹姆斯（英語：Paul James；1982年5月13日—）是一位威爾斯橄欖球運動員。他是威爾斯國家橄欖球隊的一員，代表威爾斯參加了2015年世界盃橄欖球賽。